# 立花鑑賢
立花 鑑賢（たちばな あきかた）は、筑後国柳河藩の第9代藩主。幼名は友之丞、亀寿。
第7代藩主・立花鑑通の嫡子だった立花鑑一の長男。母は立花茂久の娘。正室は第8代藩主・立花鑑寿の娘。子に立花鑑広（長男）、立花鑑備（次男）、娘（内藤政義正室）ら。

## 生涯
寛政元年7月8日（1789年8月28日）、柳河にて生まれる。父・鑑一は寛政元年8月11日（1789年9月29日）の立花鑑門の死去により、祖父・鑑通の嗣子となったが、寛政5年（1793年）に鑑通より先に早世した。その跡を幼少の鑑賢が継ぐわけにもいかず、家督は叔父で鑑一の弟・立花鑑寿が継いだ。寛政11年（1799年）9月28日、鑑寿の養嗣子となる。文化5年（1808年）、養父・鑑寿の娘と結婚する。そして鑑寿死後の文政3年（1820年）6月19日、家督を相続した。その後は藩政改革に取り組み、藩校である伝習院を創設する。さらに検見法を石見に改め、米札を発行し、さらに郷方仕組を制定する。また、農業の副業奨励、新田開発、有明海沿岸の埋め立てなどにも尽力している。幕府からも鶴岡八幡宮の普請手伝いを請け負っている。
文政13年（1830年）3月23日、長男・鑑広を嗣子として指名し、同年4月11日（1830年6月1日）に江戸で42歳の生涯を閉じた。跡を鑑広が継いだが、夭逝したため次男の鑑備が表向きは同一人物として替え玉に立てられた。

## 系譜
- 父：立花鑑一（1762-1793）
- 母：立花茂雅の養女 - 立花茂久の娘
- 養父：立花鑑寿（1769-1820）
- 正室：登勢子 - 立花鑑寿の娘
  - 女子：内藤政義継室
- 側室：文子、清光院 - 宝珠山玄琢の娘
  - 長男：立花鑑広（1823-1833）
  - 次男：立花鑑備（1827-1846）
- 生母不明の子女
  - 女子：十時惟美室
  - 女子：小野隆興室

## 家臣

### 武鑑掲載の家臣
「文政武鑑1」掲載の文政3年（1820年）刊行の須原屋茂兵衛蔵版武鑑に掲載されている家臣。内容は刊行の都合上、文政3年以前の可能性もあるために石高や続柄、家格などは「柳河藩立花家分限帳」掲載の『文政二卯月七月分限帳』で加筆した。
（一門家、両家）
- 立花主水（高2300石）、立花内膳（高1000石）、立花虎次郎（主水嫡子、高の記載なし）、立花造酒（内膳嫡子、高の記載なし）

【家老】
- 小野勘解由（組頭、高2000石）、矢島隼人（組頭、高2000石）、十時三弥（組頭、高2000石、文政3年武鑑に記載なし）、立花織衛（大組外、高1000石役知300石）、立花縫殿助（大組外、高1000石役知300石）、立花主計（大組外、高1500石）

【中老】
- 吉田舎人（大組外、高400石）、立花庄太夫（大組外、高500石）、大村主馬（大組外、高300石役知50石）、十時宇兵衛（大組外、高300石役知50石）、立花一角（大組外、高450石）、戸次丹治（大組外、高300石役知50石）、吉弘儀左衛門（隠居料20人扶持）

【用人】
- 水原三左衛門（附役兼務、小姓組、高150石役知150石）、十時吉兵衛（小姓組、役知250石役知50石）、吉田孫一郎（附役兼務、小姓組、高の記載なし）、吉弘貞之進（小姓組、高400石）、竹迫五郎兵衛（小姓組、高210石役知90石）、森九郎左衛門（小姓組、高200石役知100石）、幸丸勘助（小姓組、高150石役知150石）

【城使】
- 馬場善左衛門（定府、大組外、高100石役知350石）

【留守居添役】
- 西原三郎太郎（定府、大組外、高の記載なし）